# Virtú Maragno
Virtú Maragno (* 18. März 1928 in Santa Fe; † 24. Februar 2004 in Buenos Aires) war ein argentinischer Komponist.
Maragno studierte zuerst beim Liceo municipal von Santa Fe und ab 1947 in Buenos Aires bei Antonio de Raco und Vincenzo Scaramuzza Klavier und bei Luis Gianneo Komposition. 1959 vervollkommnete er seine Studien an der Accademia di Santa Cecilia in Rom bei Goffredo Petrassi, Dante Zanon und Franco Capuana. Auf Einladung von Bruno Maderna arbeitete er in der Abteilung Elektroakustische Musik des italienischen Rundfunks (Orchestra Sinfonica e Coro della Radio Italiana).
Nach seiner Rückkehr nach Argentinien unterrichtete er u. a. an der Universität und der Staatlichen Hochschule für Musik von Buenos Aires und gründete das Lateinamerikanische Kammerorchester der Staatlichen Akademie für schöne Künste (ANBA; später Iberoamerikanisches Kammerorchester), das sich der Förderung der Werke lateinamerikanischer Komponisten widmete. 1979 bis 1980 leitete er den Gesangverein Lagun Onak.
Maragno komponierte eine Oper, eine Sinfonie, Konzerte, kammermusikalische Werke und Filmmusiken.

## Werke
- Concertino für Klavier und 14 Instrumente
- Baladas Amarillas für Sopran und Kammerorchester
- Ecce Homo, Sinfonie
- Cinco Canciones für Sopran und Streichorchester
- Fuego en Casabindo, Oper

| Personendaten    | Personendaten            |
| ---------------- | ------------------------ |
| NAME             | Maragno, Virtú           |
| KURZBESCHREIBUNG | argentinischer Komponist |
| GEBURTSDATUM     | 18. März 1928            |
| GEBURTSORT       | Santa Fe, Argentinien    |
| STERBEDATUM      | 24. Februar 2004         |
| STERBEORT        | Buenos Aires             |